# Длакави дугоноси оклопник
Dasypus pilosus је сисар из реда Cingulata. 

## Угроженост
Ова врста се сматра рањивом у погледу угрожености врсте од изумирања.

## Распрострањење
Ареал врсте је ограничен на једну државу. 
Перу је једино познато природно станиште врсте.

## Станиште
Станиште врсте су шуме. 